# Fujishima-jinja
Le Fujishima-jinja (藤島神社), est un sanctuaire shinto situé à Fukui dans la préfecture homonyme au Japon.
Fondé en 1870, son principal festival se tient tous les 25 août.
Consacré à la mémoire du chef de clan, Nitta Yoshisada, il fait partie des quinze sanctuaires de la restauration de Kenmu.

## Source de la traduction
- (en) Cet article est partiellement ou en totalité issu de l’article de Wikipédia en anglais intitulé « Fujishima Shrine » (voir la liste des auteurs).